# Forum culturel autrichien
Cette page contient des caractères spéciaux ou non latins. S’ils s’affichent mal (▯, ?, etc.), consultez la page d’aide Unicode.
Les Forums culturels autrichiens (Kulturforum) ont été créés en 2001 à partir des anciens instituts culturels autrichiens (Kulturinstitut) ou de services culturels des ambassades ou consulats généraux d'Autriche (Kulturabteilung einer Österreichischen Botschaft).

## Présentation du Forum culturel autrichien

### Fonctionnement
Les Forums culturels autrichiens sont des organismes dépendant du ministère autrichien des Affaires étrangères.

### Mission et activités
D'après une disposition du ministère des affaires étrangères autrichien en date du 12 mars 2001, les objectifs du Forum culturel sont :
- Gagner des amis et exercer de l'influence,
- Présenter la diversité culturelle de l'Autriche et de l'Europe,
- Générer une identité et serrer des liens moyennant l'art et la culture,
- Renforcer le réseau historique d'institutions culturelles et de partenaires à l'étranger,
- Attirer l'attention sur l'Autriche,
- Acquérir la compétence de définir nos propres traditions et conceptions culturelles et artistiques.

## Les forums culturels autrichiens
| Ville      | Fondation | Nom local                             |
| ---------- | --------- | ------------------------------------- |
| Belgrade   | 2001      | Austrijski kulturni forum             |
| Berlin     | 1991      | Österreichisches kulturforum Berlin   |
| Berne      | 2001      | Österreichisches kulturforum          |
| Bruxelles  | 2001      | Forum culturel autrichien             |
| Budapest   | 1976      | Osztrák kulturális fórum              |
| Bucarest   | 1999      | Forumul cultural austriac             |
| Istanbul   | 1974      | Avusturya kültür ofisi                |
| Le Caire   | 1959      | Austrian cultural forum               |
| Kiev       | 1994      | Aвстрійський культурний форум         |
| Cracovie   | 1990      | Austriackie forum kultury             |
| Ljubljana  | 1990      | Avstrijski kulturni forum             |
| Londres    | 1956      | Austrian cultural forum               |
| Madrid     | 1992      | Foro cultural de austria              |
| Milan      | 1993      | Forum austriaco di cultura            |
| Mexico     | 2002      | Foro cultural de austria              |
| Moscou     | 2001      | Австрийский культурный форум в Москве |
| New Delhi  | 2007      | Austrian cultural forum               |
| New York   | 1956      | Austrian cultural forum               |
| Ottawa     | 2001      | Austrian cultural forum               |
| Paris      | 1954      | Forum culturel autrichien             |
| Pékin      | 2004      | Österreichisches kulturforum          |
| Prague     | 1993      | Rakouské kulturní fórum               |
| Bratislava | 1990      | Rakúske kultúrne forúm                |
| Rome       | 1935      | Forum austriaco di cultura            |
| Téhéran    | 1958      | انجمن فرهنگی اتريش                    |
| Tel Aviv   | 2001      | פורום תרבות אוסטרי בתל אביב           |
| Tokyo      | 2001      | オーストリア文化フォーラム            |
| Varsovie   | 1965      | Austriackie forum kultury             |
| Washington | 2001      | Austrian cultural forum               |
| Zagreb     | 1974      | Austrijski kulturni forum             |